# بیوکره
بیوکره یا بیوکری (به فرانسوی: Biougra) یک شهرک در مراکش است که در منطقه سوس ماسه واقع شده‌است. بیوکره ۱۰ کیلومتر مربع مساحت و ۳۷٬۹۳۳ نفر جمعیت دارد.

## نگارخانه

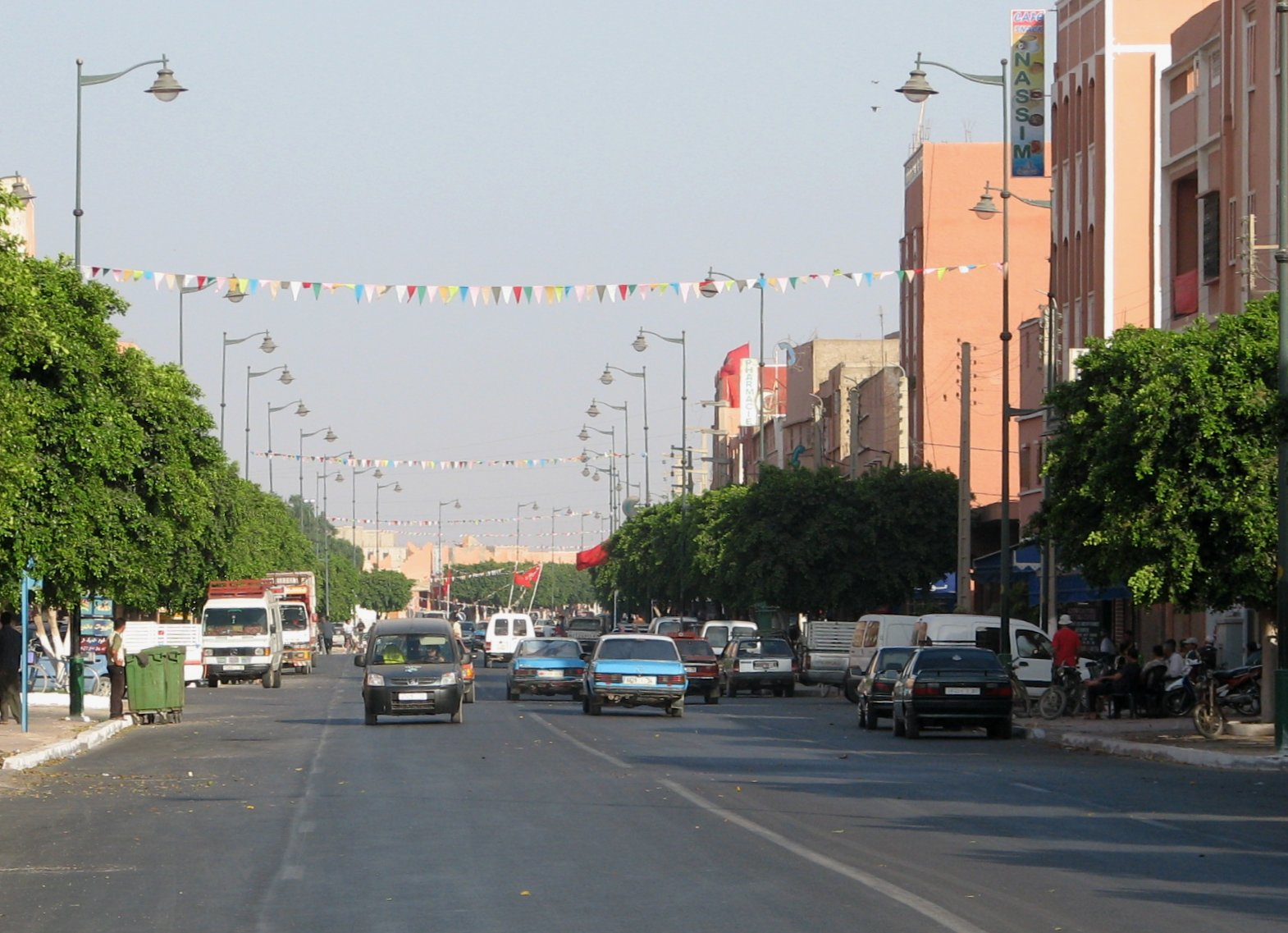
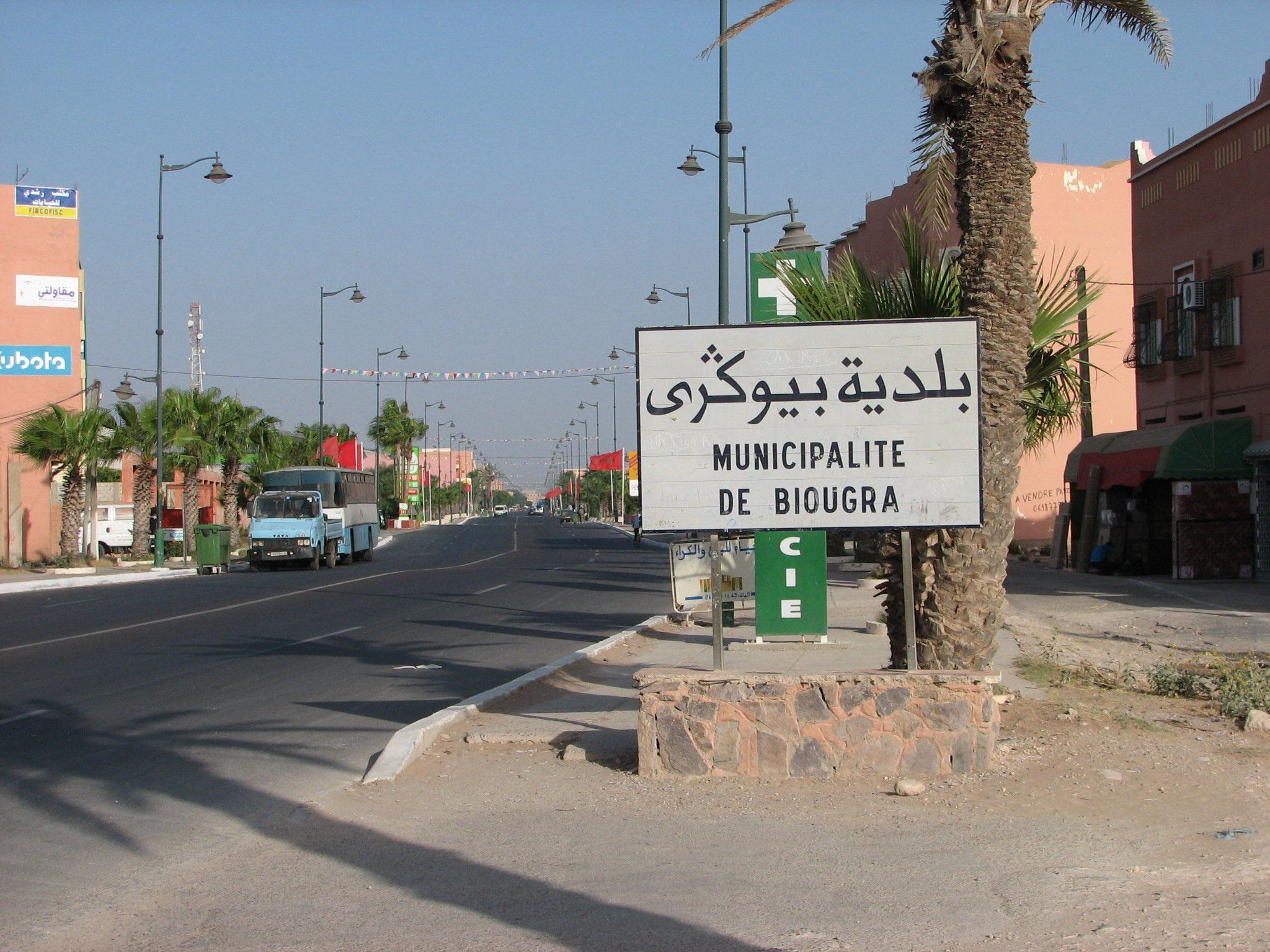
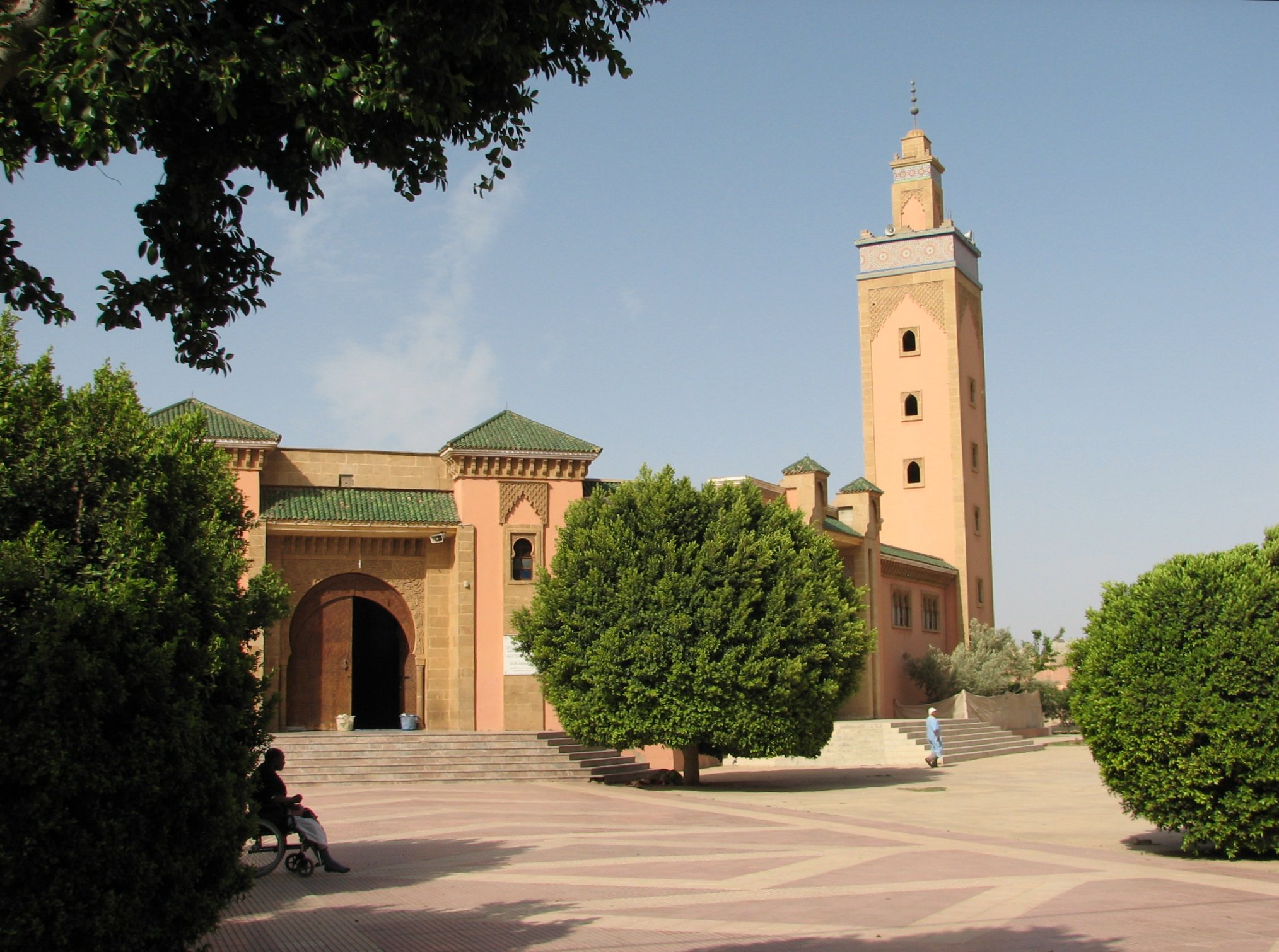
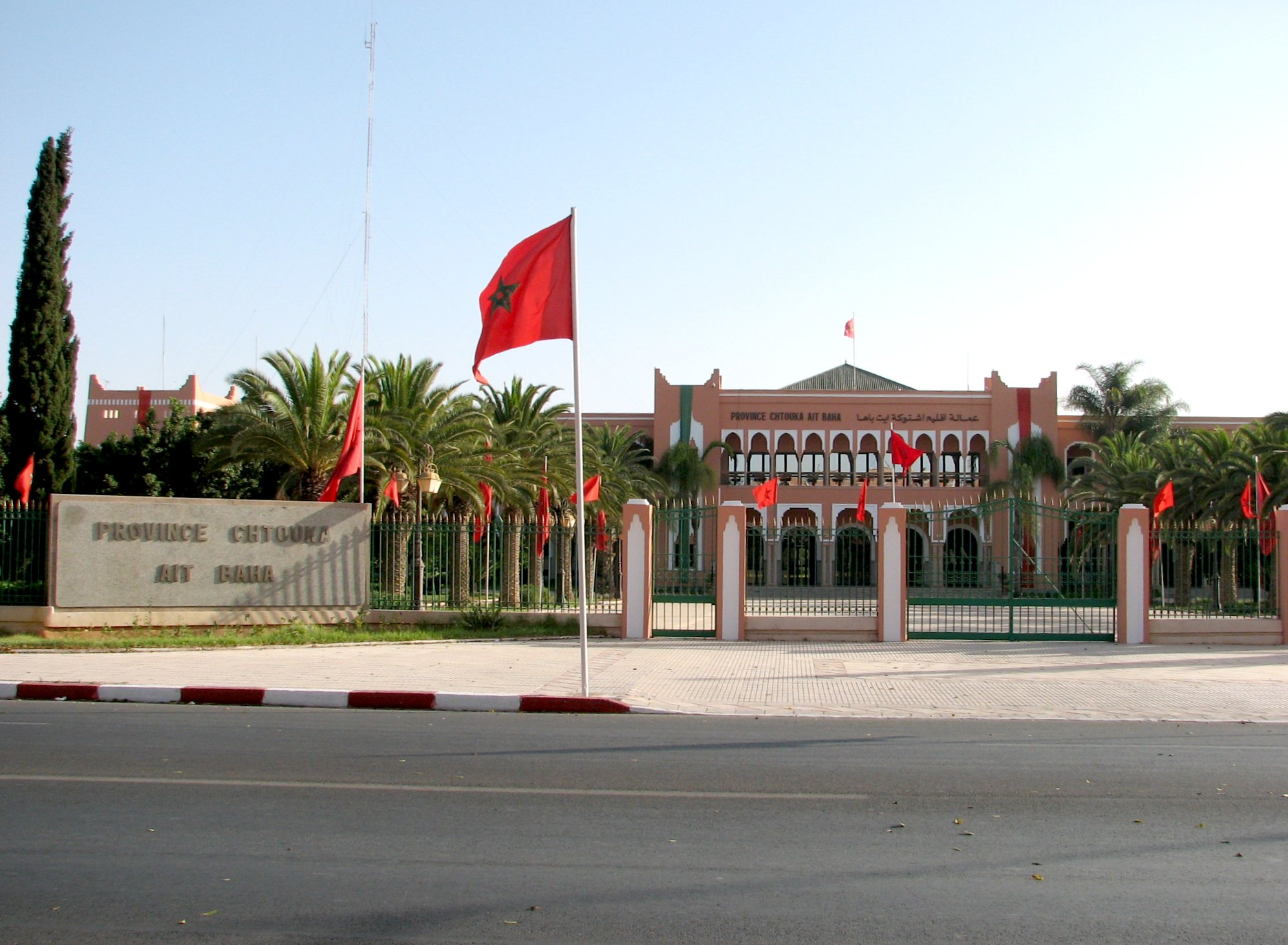
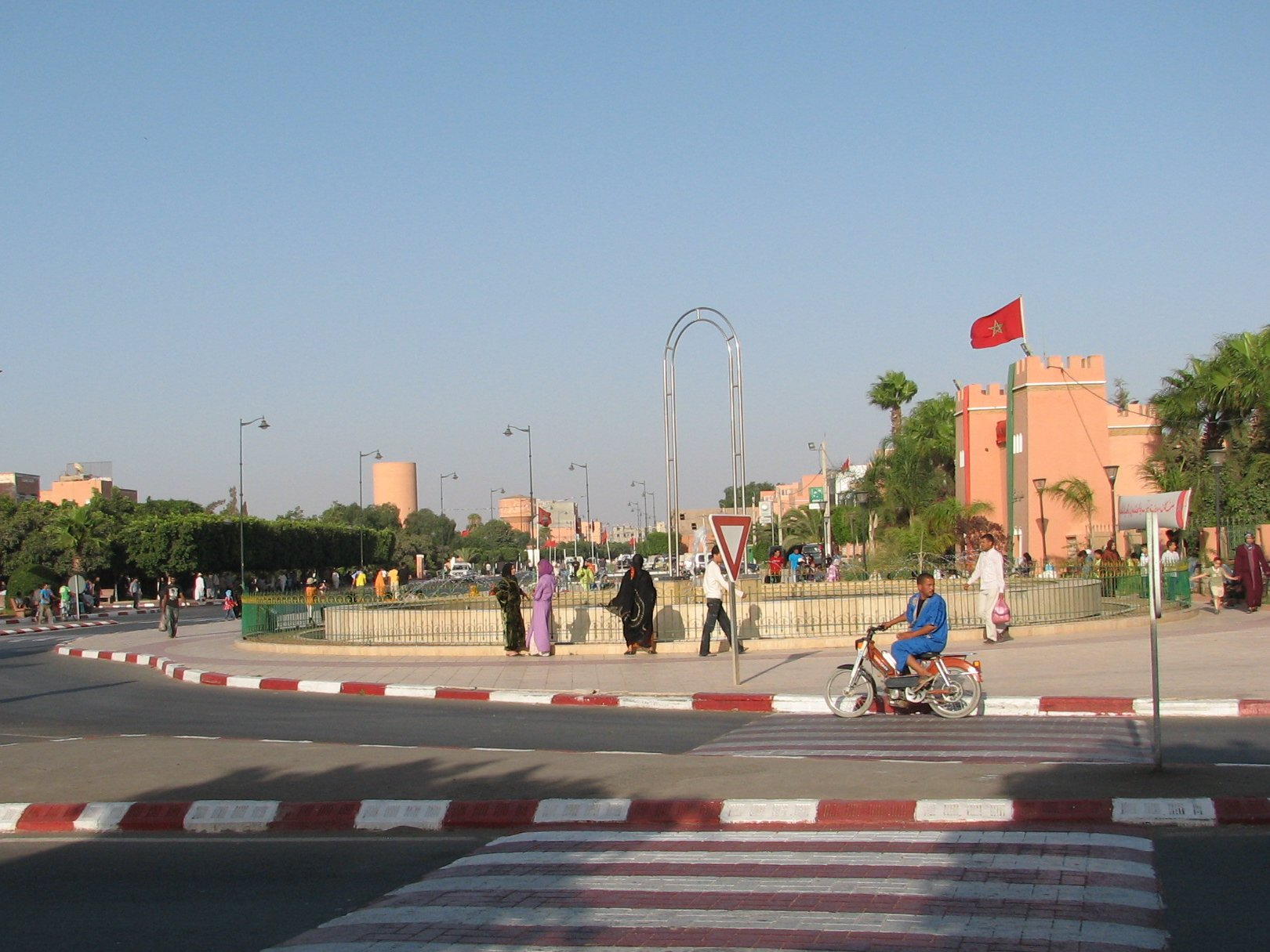